# Annekathrin Kohout

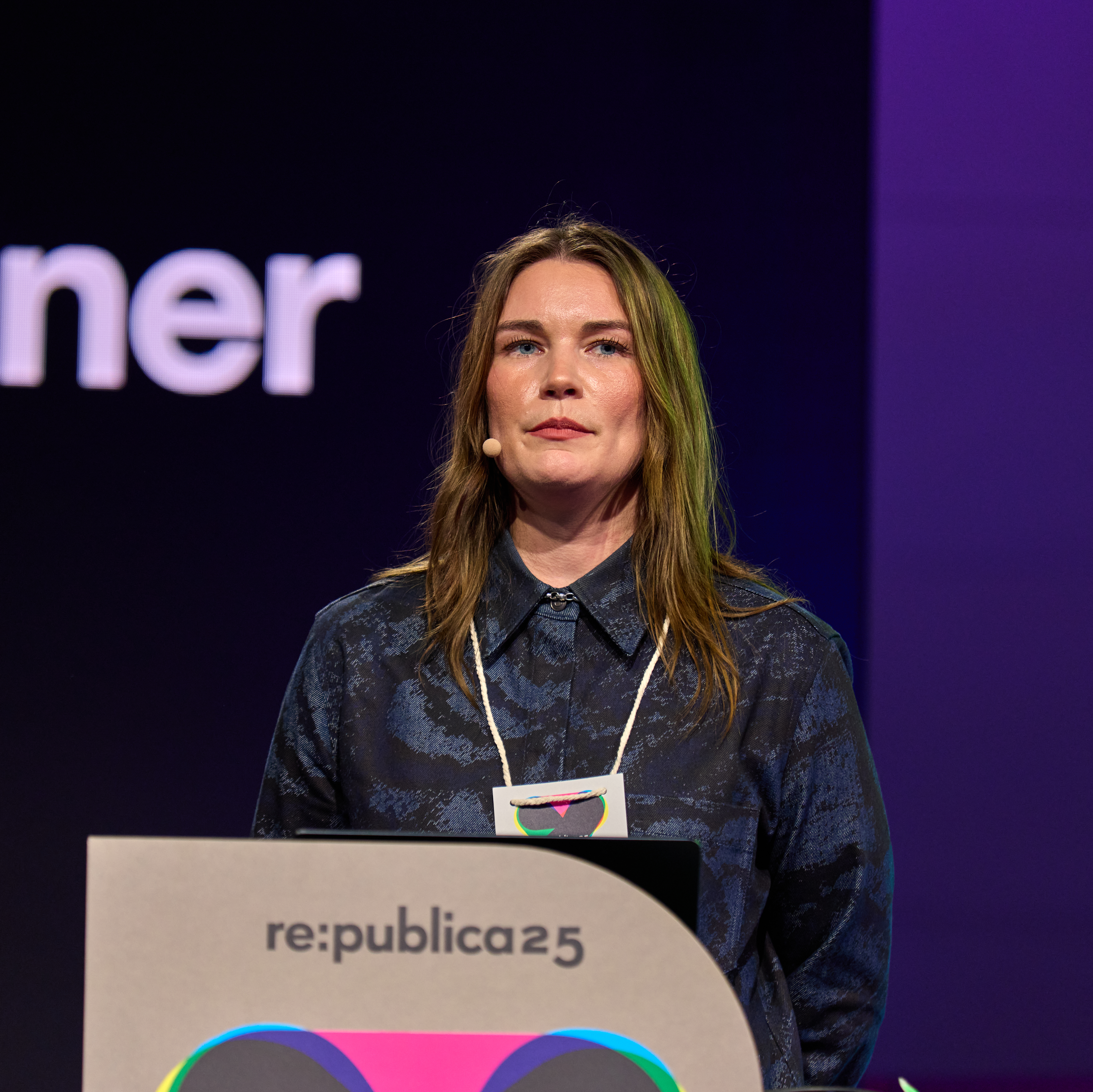
Annekathrin Kohout, 2025

Annekathrin Kohout (* 1989 in Gera) ist eine deutsche Kulturhistorikerin und Medienwissenschaftlerin.

## Werdegang
Kohout studierte Germanistik an der TU Dresden, Kunstwissenschaft und Medientheorie an der HfG Karlsruhe und Fotografie an der HGB Leipzig. Bis 2015 arbeitete sie am ZKM Karlsruhe und von 2016 bis 2022 als Wissenschaftliche Mitarbeiterin an der Universität Siegen. Mit einer Arbeit über den Nerd als Sozialfigur wurde sie dort im Mai 2021 promoviert. Auf Basis ihrer Dissertation veröffentlichte sie 2022 ein Buch unter dem Titel Nerds. Eine Popkulturgeschichte im Verlag C. H. Beck, welches sehr positiv rezensiert wurde.
In ihren Schriften beschäftigt sich Kohout mit der Ästhetik, Geschichte und Theorie von Pop- und Populärkultur, den Sozialen Medien sowie mit Gegenwartskunst. Seit 2014 schreibt sie über die Schnittstellen von Pop, Internetphänomenen und Kunst auf dem Blog Sofrischsogut.
Neben ihrer Tätigkeit als Dozentin und freie Autorin (unter anderem für den Verlag Klaus Wagenbach, Verlag C. H. Beck, transcript Verlag und Zeit Online) ist sie Herausgeberin und Redakteurin der Zeitschrift Pop: Kultur und Kritik sowie des dazugehörigen Online-Magazins Pop-Zeitschrift. Zusammen mit Wolfgang Ullrich gibt sie die Buchreihe „Digitale Bildkulturen“ im Verlag Klaus Wagenbach heraus. Seit 2025 führt sie die monatliche Kolumne feed interrupted in der taz.
Im März 2025 startete eine von Kohout und Philipp Schreiner gemeinsam kuratierte Ausstellung zu niedlicher und süßer Kunst in der Kunsthalle Erfurt. Ihre derzeitige Forschung beschäftigt sich viel mit der Frage des Niedlichen als ästhetischer Kategorie von bildender Kunst und Gegenwartskultur, so war sie im Jahr 2023 Herausgeberin des Sammelbandes CUTENESS von Kunstforum International.
Aktuell ist sie Lehrbeauftragte im Fachbereich Design an der Universität der Künstle Berlin und sitzt im Editorial Board des Journal of Global Pop Cultures.

## Veröffentlichungen
- Netzfeminismus. Klaus Wagenbach Verlag, Berlin 2019, ISBN 978-3-8031-3682-4.
- mit Leander Steinkopff, Quynh Tran, Simon Strauß, Katharina Herrmann, Lukas Haffert, Daniel Gerhardt, Noemi Schneider: Kein schöner Land. Angriff der Acht auf die deutsche Gegenwart. C.H.Beck, München 2019, ISBN 978-3-406-73998-9, (eingeschränkte Vorschau)
- Nerds. Eine Popkulturgeschichte. C.H.Beck, München 2022, ISBN 978-3-406-77446-1.
- als Herausgeberin: Cuteness. Das Niedliche als ästhetische Kategorie. (= Kunstforum International. Band 289). Köln 2023, ISSN 0177-3674. (eingeschränkte Vorschau)
- K-Pop. Lokale Volkskultur, globale Alternativkultur?. Springer Berlin J.B. Metzler, Berlin 2023, ISBN 978-3-662-67576-2.
- gemeinsam mit Philipp Baumgarten (Hrsg.): „Ostflimmern“. Wir Wende-Millennials. Mitteldeutscher Verlag, Halle an der Saale 2024, ISBN 978-3-96311-944-6.